# Pero pequena
Pero pequena là một loài bướm đêm trong họ Geometridae.